# Bataille du détroit d'Otrante (1917)
Pour l’article homonyme, voir Bataille du détroit d'Otrante (1940).
Première Guerre mondiale
La bataille du détroit d'Otrante est un combat naval de la Première Guerre mondiale ayant eu lieu le 15 mai 1917 entre la Marine austro-hongroise et les forces alliées du barrage d'Otrante.

## Le contexte
Le canal d'Otrante, situé entre Corfou et le talon de la péninsule italienne, est le passage qui permet de passer de l'Adriatique en Méditerranée.
Pendant la Première Guerre mondiale, les Alliés cherchaient à barrer ce détroit pour empêcher la marine austro-hongroise d'accéder à la Méditerranée et d'y perturber son trafic. Le barrage d'Otrante est constitué de champs de mines, de patrouilles de chalutiers armés, ainsi que de forces de surface, principalement basées à Brindisi. Il est loin d'être hermétique et vise surtout à rendre difficile le passage des submersibles austro-hongrois : une tentative des 4 cuirassés austro-hongrois est jugée peu probable.
Le barrage a, en théorie, une longueur de 60 nautiques, centrée sur le parallèle d'Otrante. Il est divisé en 3 zones. Au nord, les Italiens ; au centre, les Britanniques ; au sud, les Français. Les deux premiers sont sous commandement italien, les Français restant sous leur propre commandement. Cette multiplicité des nationalités et des commandements n'est pas pour renforcer l'efficacité du barrage.
Pour les Austro-Hongrois et les Allemands, qui viennent les renforcer, le passage du barrage est « énervant », mais pas difficile. Les navires passent sans rencontrer d'obstacles ou, quand ils rencontrent des adversaires, ceux-ci sont rarement de taille à les inquiéter.
Il ne faut pas en déduire que le barrage ne sert à rien. Par exemple, le 13 mai 1916, le sous-marin U-6 se prend dans un filet, fait surface et est coulé au canon par des chalutiers; le 30 juillet, c'est le sous-marin UB-44 qui est grenadé et coulé; le 17 octobre, l'U-16 est coulé.
De nombreuses escarmouches interviennent tout au long de la guerre. Il s'agit soit de navires de passage, soit de raids lancés par les Austro-Hongrois pour détruire les éléments du barrage. Le combat le plus important d'entre toutes ces escarmouches a eu lieu le 15 mai 1917.

## Les forces en présence

### Les Alliés
- Le barrage des harenguiers.

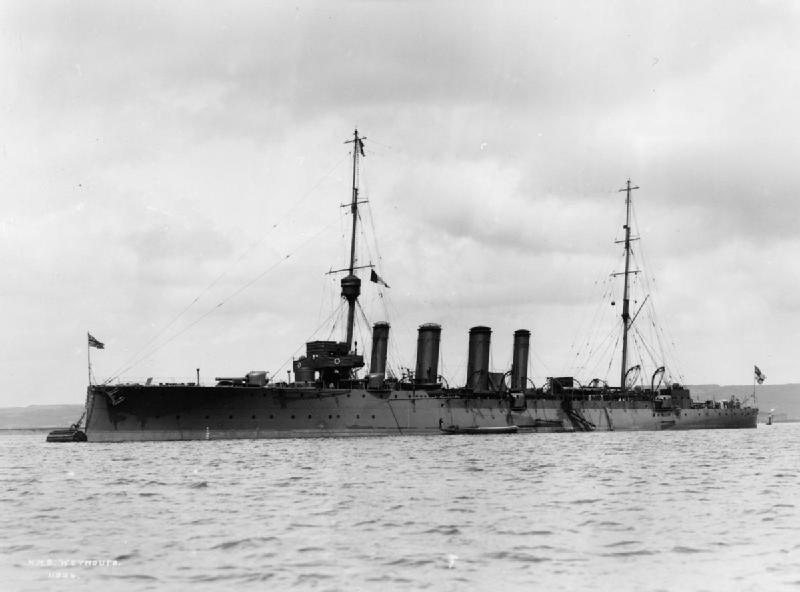
HMS Dartmouth était de ce type de croiseurs, classe Town.

Depuis 1915, pour le travail du barrage, l'Amirauté britannique a pris en location des harenguiers de la Mer du Nord. Ces petits navires, 30 mètres de long, 35 tonneaux, 10 hommes d'équipage, sont chargés, littéralement, d'aller à la pêche au submersible.
Opérant par demi-douzaine, ils traînent des filets d'une longueur totale de 1 000 mètres pour une profondeur de 20 mètres environ. Ces filets métalliques sont équipés de bouées lumineuses et de grenades. Un sous-marin qui viendrait se prendre dans le filet dénoncerait sa présence par l'allumage des bouées ou la détonation des grenades. Équipés chacun de TSF, les harenguiers peuvent alors appeler à la rescousse d'autres unités, comme des torpilleurs, mieux armés pour détruire le submersible repéré.
En 1917, il y a 112 harenguiers qui sont chargés du travail de barrage. La moitié est en service. Les harenguiers sont appuyés par des unités plus lourdes, chargées de faire des rondes pour intercepter les navires austro-hongrois. Plusieurs divisions seront impliquées dans le combat.
- Les divisions impliquées dans le combat.
  - La division Dartmouth.
    - Aquila, croiseur léger de la marine italienne.
    - HMS Dartmouth, croiseur léger britannique, de 5 000 tonnes. Bénéficiant d'un pont cuirassé de 25 mm et 6 mm aux extrémités, il est armé. Sa vitesse est de 25 nœuds.
    - HMS Bristol, croiseur léger britannique. Sa vitesse est de 23 nœuds.
    - 4 contre-torpilleurs italiens, Schiaffino, Mosto, Pilo et Acerbi.

  - La division Mirabello.
    - Mirabello, croiseur léger italien, de 4 500 tonnes, lancé quelques années avant la guerre. Il est armé de pièces de 152 mm et dispose d'un pont cuirassé de 20  à   45 mm. Sa vitesse est de 28 nœuds.
    - quatre contre-torpilleurs français : Cimeterre, Bisson, Boutefeu et Commandant Rivière,

  - La division Marsala.
    - Marsala, croiseur léger italien, de 3 470 tonnes, lancé en 1913. Il est armé de 6 pièces de 120 mm, 6 de 76 mm et 3 tubes lance-torpilles. Il dispose d'un pont cuirassé de 20  à   45 mm. Sa vitesse est de 28 nœuds.
    - HMS Liverpool (en), croiseur léger britannique,
    - Racchia, croiseur léger italien,
    - 4 contre-torpilleurs.

Les plans alliés visent à interdire le passage du détroit aux navires des Puissances centrales.

### Les Austro-Hongrois

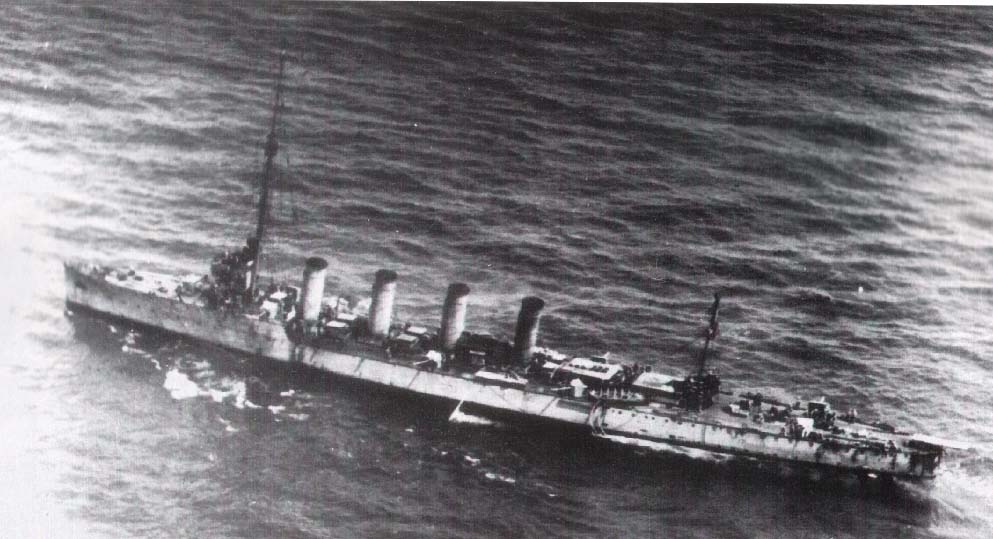
Le croiseur Novara, endommagé après le combat

Sous le commandement de l'amiral Horthy, une petite escadre doit attaquer le barrage et y causer le maximum de dommages pour permettre aux sous-marins de passer plus facilement en Méditerranée pour y mener leurs attaques.
Les croiseurs :
- SMS Novara, SMS Helgoland, SMS Saida de classe Novara.

Ces trois croiseurs, de la même classe de 3 500 tonnes, lancés respectivement en 1915 et 1914 pour les deux autres, sont armés de 9 canons de 10 cm, 8 de 70 mm et 2 affûts triples de tubes lance-torpilles de 530 mm. Ils peuvent atteindre une vitesse de 28 nœuds.
L'amiral Horthy, commandant la petite escadre a même fait modifier la mâture des croiseurs pour les faire ressembler autant que faire se peut à des unités italiennes.
Les contre-torpilleurs : À côté des croiseurs, deux contre-torpilleurs doivent opérer. Ils ne sont pas prévus comme couverture des croiseurs mais plutôt comme force d'éclairage, agissant de leur côté.
- SMS Csepel et SMS Balaton sont de la Classe Tátra. Modernes, ils ont été lancés en 1913. 850 tonnes, 32 nœuds, ils sont armés de 2 canons de 100, 6 de 65 mm et 2 tubes lance-torpilles de 450 mm.

Les sous-marins : trois sous-marins sont utilisés.
- U-4, lancé en 1909, il déplace 300 tonnes en plongée, est armé de 2 tubes lance-torpilles de 450 mm. Son équipage est de 21 hommes.
- UC-27, lancé en 1916, il a été construit à Pola sur les plans des modèles allemands UB-II. Déplaçant 300 tonnes en plongée, il est armé d'un canon de 75 et 2 tubes lance-torpilles de 450 mm. Son équipage est de 23 marins.
- UC-25 (mouilleur de mines)[7].

Chaque sous-marin a une mission précise : UC-25 doit aller miner les abords de Brindisi ; U-27, sur la ligne Brindisi-Ostro ; et U-4, vers Valona.

## Le déroulement du combat
Les Austro-Hongrois appareillent de Cattaro (aujourd'hui Kotor au Monténégro), vers 20 h, le 14 mai. Les deux contre-torpilleurs sont partis les premiers, pour éclairer les croiseurs.
À peu près à la même heure, la division Mirabello appareille de Brindisi. Sa mission est de chasser d'éventuels contre-torpilleurs austro-hongrois voulant attaquer le barrage. La division doit traverser le détroit, plein Est, puis remonter au Nord, le long de la côte albanaise, avant de revenir sur Brindisi. Le Boutefeu a un problème de gouvernail et doit rentrer au port.
3 h 0 : Les contre-torpilleurs austro-hongrois rencontrent un convoi italien. Ils coulent le contre-torpilleur Borea et le vapeur Caroccio, les deux autres vapeurs étant sérieusement endommagés.
3 h 30 : Attaque d'un premier groupe de harenguiers. Les croiseurs font évacuer les équipages britanniques avant de couler les petits navires de pêche. Ceux-ci tentent d'envoyer des messages par TSF mais sont brouillés par les croiseurs. Ils tirent aussi des fusées ; certains d'entre eux n'hésiteront pas à attaquer les croiseurs à l'aide du petit canon de 57 mm dont ils sont équipés.
4 h 0 : Attaque d'un second groupe de harenguiers : plusieurs de ces derniers tirent sur les croiseurs autrichiens au canon de 57 mm, le Gowan Lea et le Coral Haven sont colés mais leFloandi parvient à s'échapper.
5 h 30 : L'amiral Alfredo Acton appareille avec la division Dartmouth.
6 h 30 : Les Austro-Hongrois remarquent une fumée au Sud. Il s'agit du contre-torpilleur français Commandant-Bory qui a entendu le bruit de la canonnade et vient à la rescousse. Les trois croiseurs mettent cap au Nord.
7 h 0 : Les Austro-Hongrois se heurtent à la division Mirabello qui redescendait vers le Sud. Le duel d'artillerie se déroule à 8 500 mètres de distance. Les Alliés, inférieurs en artillerie, se contentent de suivre les Austro-Hongrois. Ceux-ci sont cependant plus rapides.
Trois contre-torpilleurs français appareillent de Corfou.
8 h 0 : Aquila et Schiaffino, qui, à la vitesse de 35 nœuds, sont en éclaireurs de la division alliée, rencontrent les deux contre-torpilleurs austro-hongrois. Le combat d'artillerie s'engage à 10 000 mètres. Le croiseur Aquila reçoit un obus dans la chaufferie et est immobilisé. Le Schiaffino suit les Austro-Hongrois jusque sous les batteries de Durazzo (Durrës en Albanie).
8 h 25 : L'amiral Acton fait appareiller la division Marsala.
9 h 30 : Le HMS Dartmouth ouvre le feu sur le SMS Novara. Sa deuxième salve fait mouche. À 9 h 55, un obus détruit la salle des cartes du Novara. Un quart d'heure plus tard, un autre obus éclate dans la passerelle, mettant Horthy hors de combat.
10 h 35 : Un obus du HMS Dartmouth explose dans la salle des machines arrière du Novara. Celui-ci doit s'arrêter.
11 h 0 : Le croiseur Aquila, endommagé, regagne Brindisi. L'apparition du SMS Sankt-Georg accompagné d'un croiseur entraîne le retrait du reste de la division alliée.
11 h 30 : SMS Novara est pris en remorque par SMS Saïda. Les Austro-Hongrois regagnent leur base sans autre problème.
12 h 0 : la division Marsala rallie le HMS Dartmouth, trop tard pour peser dans le combat.
13 h 35 : HMS Dartmouth, qui fait route vers Brindisi, est endommagé par une torpille de l'UC-25. Les trois contre-torpilleurs de Corfou chassent sans succès le sous-marin, le Boutefeu est touché par une mine.

## Les conséquences

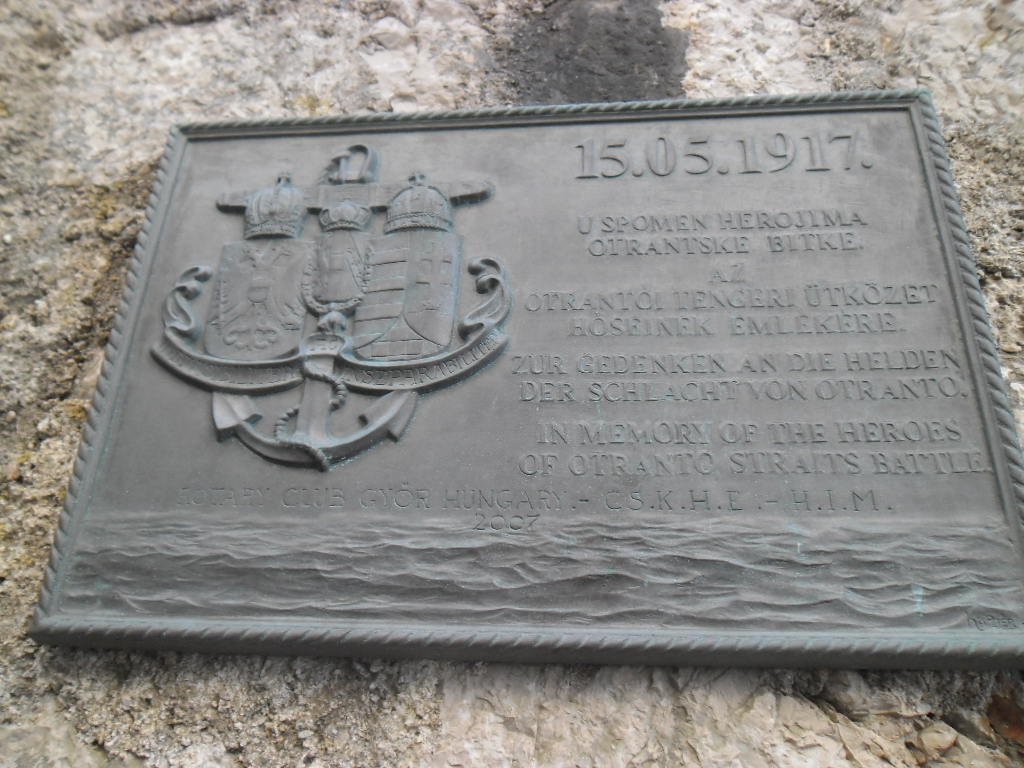
Plaque commémorative apposée en 2007 à Prevlaka, Croatie.

Bien que la bataille du détroit d'Otrante soit une victoire tactique austro-hongroise, la situation stratégique n'en est pas modifiée. Le barrage d'Otrante reste incapable de bloquer complètement le passage des sous-marins allemands et austro-hongrois vers la Méditerranée, mais la flotte de surface austro-hongroise reste principalement cantonnée à des actions limitées en mer Adriatique, sans pouvoir vraiment menacer les transports de la Triple-Entente en Méditerranée, et ne peut donc jouer de rôle décisif pendant le reste de la Première Guerre mondiale.

## Sources
Les sources de cet article sont dans les deux premiers ouvrages cités en bibliographie. Pages 146 à 154 pour le premier, et pages 704 à 710 pour le second.

## Pour en savoir plus